# Vladimir Kazatonov
Vladimir Afanasievitch Kasatonov (en russe : Владимир Афанасьевич Касатонов), né le 21 juillet 1910 et mort le 9 juin 1989 est un commandant militaire et une personnalité politique de l'Union soviétique. Admiral flota, Héros de l'Union soviétique (5 novembre 1966), il commande tour à tour la flotte de la Baltique, la flotte de la Mer Noire et la flotte du Nord.

## Biographie
Kasatonov est diplômé de l’Académie militaire Frounzé en 1931 et commence sa carrière en tant que sous-marinier dans la flotte de la Baltique. Au début de la Seconde Guerre mondiale, il est chef d'état-major de la division de sous-marins de la flotte de la Baltique, avant de rejoindre la Division des opérations au sein de l'État-major général de la Marine.
En 1949, il est nommé commandant adjoint de la flotte du Pacifique. En 1953, il est nommé Commandant de la flotte de la Baltique et, en 1955, Commandant de la flotte de la mer Noire. Enfin, en 1962, il devient Commandant de la flotte du Nord. En 1964, il est nommé Commandant adjoint de la Marine soviétique. En 1966, en tant que commandant supérieur, il participe à la circumnavigation d'une escadre de sous-marins nucléaires qui passe de la flotte du Nord à la flotte du Pacifique et il est fait Héros de l'Union soviétique à cette occasion.
En 1974, Kasatonov devient membre de l'Inspection générale du Ministère de la Défense et sert au Soviet suprême. Il meurt à Moscou en 1989 et est enterré au cimetière de Novodevitchi.
Vladimir Kasatonov recevra au cours de sa carrière l'ordre de Lénine à trois reprises, l'ordre du Drapeau rouge, l'ordre de Nakhimov (2e classe), l'ordre de la Guerre patriotique (1re classe), l'ordre de l'étoile rouge, l'ordre du Drapeau rouge du Travail, ainsi que de nombreuses médailles.
Son fils, Igor Vladimirovich Kasatonov (de) suivra une carrière quasiment identique à celle de son père, occupant pratiquement les mêmes postes. Il prend sa retraite en tant que 1er vice-commandant-en-chef de la Marine russe.

## Honneurs et distinctions
- Héros de l'Union soviétique (25 novembre 1966)
- Ordre de Lénine, à trois reprises (1953, 20 juillet 1960 et 25 novembre 1966)
- Ordre du Drapeau rouge, à deux reprises (1947 et 1972)
- Ordre de la révolution d'Octobre (18 juillet 1980)
- Ordre de Nakhimov, 2e classe (8 juillet 1945)
- Ordre de la Guerre patriotique, 1re classe, à deux reprises (1946 et 11 mars 1985)
- Ordre du Drapeau rouge du Travail, à deux reprises (1963 et 20 juillet 1970)
- Ordre de l'étoile rouge, à deux reprises (1943 et 3 novembre 1944)
- Ordre du Service pour la Patrie dans les Forces armées, 3e classe
- Médaille du Jubilé « En Commémoration pour le 100e Anniversaire de la Naissance de Vladimir Ilitch Lénine »
- Médaille pour la Défense de Léningrad
- Médaille « Pour la Victoire sur l'Allemagne dans la Grande Guerre patriotique 1941–1945 »
- Médaille du Jubilé « Vingt Ans de la Victoire dans la Grande Guerre patriotique 1941-1945 »
- Médaille du Jubilé « XX Ans de l'Armée rouge des Travailleurs et des Paysans »
- Médaille du Jubilé « 30 Ans de l'Armée et la Marine soviétique »
- Médaille du Jubilé « 40 Ans des Forces armées de l'URSS »
- Médaille du Jubilé « 50 Ans des Forces armées de l'URSS »
- Ordre du Drapeau rouge (Mongolie)